# اگوینیت
اگوینیت یک سکونتگاه مسکونی، در موریتانی است.